# Areolospora
Areolospora — рід грибів. Назва вперше опублікована 1974 року.

## Класифікація
До роду Areolospora відносять 2 види:
- Areolospora bosensis
- Areolospora terrophila